# Levallois-Perret
Levallois-Perret je severozahodno predmestje Pariza in občina v osrednjem francoskem departmaju Hauts-de-Seine regije Île-de-France, na desnem bregu reke Sene. Leta 2010 je imelo naselje 64.253 prebivalcev.
Levallois-Perret je ena najgosteje naseljenih občin v Evropi.

## Administracija
Levallois-Perret je sedež dveh kantonov:
- Kanton Levallois-Perret-Jug (del občine Levallois-Perret: 30.248 prebivalcev),
- Kanton Levallois-Perret-Sever (del občin Levallois-Perret in Clichy: 48.750 prebivalcev).

## Zgodovina
Ime občine izhaja iz dveh razvojnih faz gradnje stanovanj, ki sta ju začela lastnik zemljišč Jean-Jacques Perret leta 1822 in Nicolas-Eugène Levallois leta 1845.
Na ozemlju sedanje občine je pred francosko revolucijo obstajala vas Villiers in zaselek Courcelles. Ob ustanavljanju občin za časa revolucije sta ozemlji postali del Clichyja, medtem ko se je Neuilly-sur-Seine raztezala čez ozemlje sedanjega jugozahodnega dela občine Levallois-Perret.
Lastnik parcel Perret je začel s stanovanjskim razvojem leta 1822 na severovzhodnem koncu občine Neuilly, na mestu poimenovanem Champerret ("champ perret" - Perretovo polje). Kasneje leta 1845 se mu je pridružil Levallois in začel graditi v bližini La Planchette (občina Clichy), to ozemlje pa je kmalu postalo znano kot Village Levallois. V 60. letih 19. stoletja sta Village Levallois in Champerret zrasli do točke, ko sta tvorili enotno zazidalno površino. 30. junija 1866 je bila tako iz delov občin Clichy in Neuilly-sur-Seine ustanovljena nova občina Levallois-Perret.
Naselje je v zgodnjem 20. stoletju postalo pomembno središče francoske avtomobilske industrije (Citroën) kot tudi središče kozmetične industrije.
Severni del otoka Ile de la Jatte na reki Seni, kjer so francoski impresionisti ustvarili številne mojstrovine, je del občine Levallois-Perret.

## Pobratena mesta
- Berlin-Schöneberg (Nemčija),
- Molenbeek-Saint-Jean (Belgija).